# 해피 플라이트
《해피 플라이트》（ハッピフライト, Happy Flight）는 2008년 11월 15일 개봉한 일본의 코미디 영화이다. 파일럿과 승무원들의 이야기를 소재로 하고 있다. 비행기와 공항에서 벌어지는 예측 불허의 에피소드를 통해 기존에 보지 못했던 코믹영화의 모습을 보여주고 있다.

## 줄거리
부기장 스즈키 가즈히로는 기장 승진을 앞두고 비행훈련을 받고 있다. 아울러 이번 호눌룰루행 비행에서의 테스트에 합격하면 승진이 결정되어 있는 상황인데, 교관이 온화한 모치즈키라서 안도한 것도 잠시, 모치즈키가 감기에 걸려서, 그 대신 까다로운 하라다가 스즈키의 교관을 맡게 된다.
한편 이번 호눌룰루행을 통해 국제선 첫 비행을 경험하게 된 객실승무원 사이토 에츠코. 하지만 그 비행편에는 엄하다고 소문난 사무장 야마자키 레이코도 동승하게 된다. 한편 지상근무직원 기무라 나츠미도 업무에 한계를 느끼고 있다.
호놀룰루행 비행편은 이륙전에 발생한 여러 문제를 안은 채로 출발하고, 기내에서는 스즈키가 하라다의 지도에 전전긍긍한다. 에츠코는 거듭되는 승객의 요청에 우왕좌왕. 그러던 중, 그들이 탄 비행기에 비상사태가 발생한다.

## 출연진
- 다나베 세이치 - 부조종사, 스즈키 가즈히로 (鈴木和博) 역
- 도키토 사부로 - 기장, 하라다 노리요시 (原田典嘉) 역
- 아야세 하루카 - 초보 객실승무원, 사이토 에츠코(斉藤悦子) 역
- 후키이시 카즈에 - 객실승무원, 다나카 마리 (田中真理) 역
- 데라지마 시노부 - 객실사무장, 야마자키 레이코 (山崎玲子) 역
- 기시베 잇토쿠 - 오퍼레이션 컨트롤 센터, 다카하시 마사히루 (高橋昌治) 역
- 타바타 토모코 - 지상근무직원, 기무라 나츠미 (木村菜採) 역
- 사사노 다카시 - 승객, 마루야마 시게후미 (丸山重文) 역 (가발 쓴 노인)
- 스가와라 다이키치 - 승객, 시미즈 도시로 (清水利郎) 역 (까칠한 비즈니스맨)